# Prionyx pumilio
Prionyx pumilio är en biart som först beskrevs av Taschenberg 1869.  Prionyx pumilio ingår i släktet Prionyx och familjen grävsteklar. Inga underarter finns listade i Catalogue of Life.